# Catéchisme du concile de Trente
Pour les articles homonymes, voir Catéchisme (homonymie).
Le Catéchisme du concile de Trente ou Catéchisme romain est un livre de catéchismes catholique publié en 1566.

## Histoire

### Origine
Selon ce catéchisme, les évêques du concile de Trente, « voulant absolument combattre un mal si grand et si funeste par un remède efficace, non seulement ont pris soin de bien définir contre les hérésies de notre temps les points principaux de la doctrine catholique, mais de plus ils se sont fait un devoir de laisser, pour l’instruction des chrétiens sur les vérités de la Foi, une sorte de plan et de méthode que pourraient suivre en toute sûreté dans leurs églises ceux qui auraient la charge de Docteur et de Pasteur légitime ». 
Cette résolution fut adoptée au cours de la dix-huitième session (26 février 1562). 

### Rédaction et publication
Le catéchisme fut alors publié en latin et en latin sous le titre Catechismus ex decreto Concilii Tridentini ad parochos Pii V jussu editus, Romae, 1566 (in-folio).

## Contenu

### Division
Le catéchisme est organisé en quatre parties :
I. Du symbole des apôtres.
II. Des sacrements.
III. Du décalogue.
IV. De la prière.

### Mort de Jésus-Christ
Sur les « Causes de la mort de Jésus-Christ », le Catéchisme du concile de Trente affirme :

« Il faut ensuite exposer les causes de la Passion, afin de rendre plus frappantes encore la grandeur et la force de l'amour de Dieu pour nous. Or, si l'on veut chercher le motif qui porta le Fils de Dieu à subir une si douloureuse Passion, on trouvera que ce furent, outre la faute héréditaire de nos premiers parents, les péchés et les crimes que les hommes ont commis depuis le commencement du monde jusqu'à ce jour, ceux qu'ils commettront encore jusqu'à la consommation des siècles. […] Les pécheurs eux-mêmes furent les auteurs et comme les instruments de toutes les peines qu'il endura. »

Au sujet du rôle des chrétiens et des juifs dans la Passion, le Catéchisme enseigne (1re partie, chapitre 5, § 3) :

« Nous devons donc regarder comme coupables de cette horrible faute, ceux qui continuent à retomber dans leurs péchés. Puisque ce sont nos crimes qui ont fait subir à Notre-Seigneur Jésus-Christ le supplice de la Croix, à coup sûr, ceux qui se plongent dans les désordres et dans le mal crucifient de nouveau dans leur cœur, autant qu’il est en eux, le Fils de Dieu par leurs péchés, et Le couvrent de confusion. Et il faut le reconnaître, notre crime à nous dans ce cas est plus grand que celui des Juifs. Car eux, au témoignage de l’Apôtre, s’ils avaient connu le Roi de gloire, ils ne L’auraient jamais crucifié. Nous, au contraire, nous faisons profession de Le connaître. Et lorsque nous Le renions par nos actes, nous portons en quelque sorte sur Lui nos mains déicides. »